# Деремонтовы
Деремонтовы, известны также как Дремонтовы — российский дворянский род, внесённый в Бархатную книгу. Родоначальник французский дворянин Пьер де Ремон, который выехал на русскую службу и принял православие с именем Иван и фамилией Деремонтов. Пожалован московским дворянином в 1630 году.
Всего у Пьера-Ивана было три сына:
- Давыд Иванович Деремонтов (Давыд Иванов сын Деремонтов), стольник царицы Евдокии Лукьяновны (1640), упоминается с братом в разряде свадьб царя Алексея Михайловича, стольник (1658−81).
- Михаил Иванович Деремонтов, стольник (1658−76), помещик Ряжского уезда[5][6]. В документах 1702 года из Рязани (№ 9883/63 в фонде Ф. 281. Грамоты Коллегии-экономии (коллекция) РГАДА) хранится запись про Дмитрия Иванова сына Копнина и его зятя Михаила Иванова сына Дремонтова, Михаила Петрова сына Челищева /женатого на Анне Михайловой дочери Дремонтова[7].
- Иван